# Терещенко Степан Петрович
Степан Петрович Терещенко (1897 , Жуки, Кременчуцький повіт, Полтавська губернія, Російська імперія  — невідомо ) — український радянський діяч, голова Миколаївського обласного виконавчого комітету. Депутат Верховної Ради УРСР 2-го скликання.

## Біографія
Народився 1897 року в родині селянина-бідняка в селі Жуки, тепер Глобинського району, Полтавської області. Трудову діяльність розпочав у 1906 році наймитом. З 1909 року працював найманим робітником у селах Таврійської та Полтавської губерній. У 1918 році був головою сільського комітету бідноти села Жуки Полтавської губернії.
У 1919—1921 роках — у Червоній армії. Учасник Громадянської війни в Росії.
У 1922—1924 роках — голова Горбівської сільської ради Полтавської губернії. У 1924—1926 роках був членом сільськогосподарського товариства у місті Глобине Полтавської губернії.
Член ВКП(б) з 1926 року.
У 1926—1928 роках — секретар Горбівського районного партійного комітету КП(б)У Кременчуцького округу. З 1928 року — на навчанні у Полтавській радпартшколі.
У 1930 році закінчив Полтавську радянську партійну школу ІІ ступеня, а 1933 року — історичний факультет Всеукраїнського інституту комуністичної освіти (місто Харків).
У 1936—1937 роках — заступник директора Київського педагогічного інституту.
У 1937—1938 роках — заступник директора Інституту гірничої механіки Академії наук УРСР.
У 1938 році — інструктор сільськогосподарського відділу ЦК КП(б)У. У вересні 1938—1946 роках — заступник завідувача сільськогосподарського відділу ЦК КП(б)У. До березня 1946 року — в.о. завідувача сільськогосподарського відділу ЦК КП(б)У.
У березні (затв. у травні) 1946 — березні 1947 року — 2-й секретар Миколаївського обласного комітету КП(б)У.
У березні (затв. у лютому) 1947 — січні 1949 року — голова виконавчого комітету Миколаївської обласної ради депутатів трудящих.
З квітня 1949 по вересень 1950 року — заступник Уповноваженого Міністерства заготівель СРСР по Українській РСР із кадрів. З вересня 1950 по квітень 1953 року — заступник Уповноваженого Міністерства заготівель СРСР по Українській РСР із заготівель продуктів тваринництва.
З квітня 1953 року — заступник начальника Головного управління заготівель сільськогосподарських продуктів і сировини Міністерства сільського господарства і заготівель Української РСР.
Подальша доля невідома.

## Нагороди
- орден Леніна (23.01.1948)
- орден «Знак Пошани» (7.02.1939)
- орден Вітчизняної війни 1-го ст.